# Fosfofibrita
La fosfofibrita fue descubierta en 1984 en la mina Clara, Valle de Rankach Oberwolfach, Freiburg, Baden-Württemberg (Alemania), que consecuentemente es la localidad tipo. El nombre hace referencia a la presencia de fósforo en su composición y al aspecto fibroso de los ejemplares encontrados.

## Propiedades físicas y químicas
La fosfofibrita fue descrita inicialmente como un fosfato de hierro, potasio y cobre, aunque posteriormente se determinó que la presencia de cobre era accesoria. Se considera que es isoestructural con la meuringita, siendo el equivalente de la meuringita-K con deficiencia de álcali, aunque la no identidad de ambas especies no es segura.

## Yacimientos
La fosfofibrita es un mineral de formación secundaria, que aparece como agregados de microcristales aciculares, asociado a otros fosfatos. Se conoce solamente en una pocas localidades. Además de en la localidad tipo, se ha señalado su presencia en algunas localidades de Nevada y Nuevo México (Estados Unidos). En España, se ha indicado la presencia de fosfofibrita en la mina Novísimo San Fernando, en Oliva de Mérida (Badajoz).